# Nods
Nods (toponimo francese) è un comune svizzero di 761 abitanti del Canton Berna, nella regione del Giura Bernese (circondario del Giura Bernese).

## Geografia fisica
È  collegato a Saint-Imier attraverso il Col du Chasseral.

## Storia
È stato un comune francese dal 1797 al 1815.

## Monumenti e luoghi d'interesse

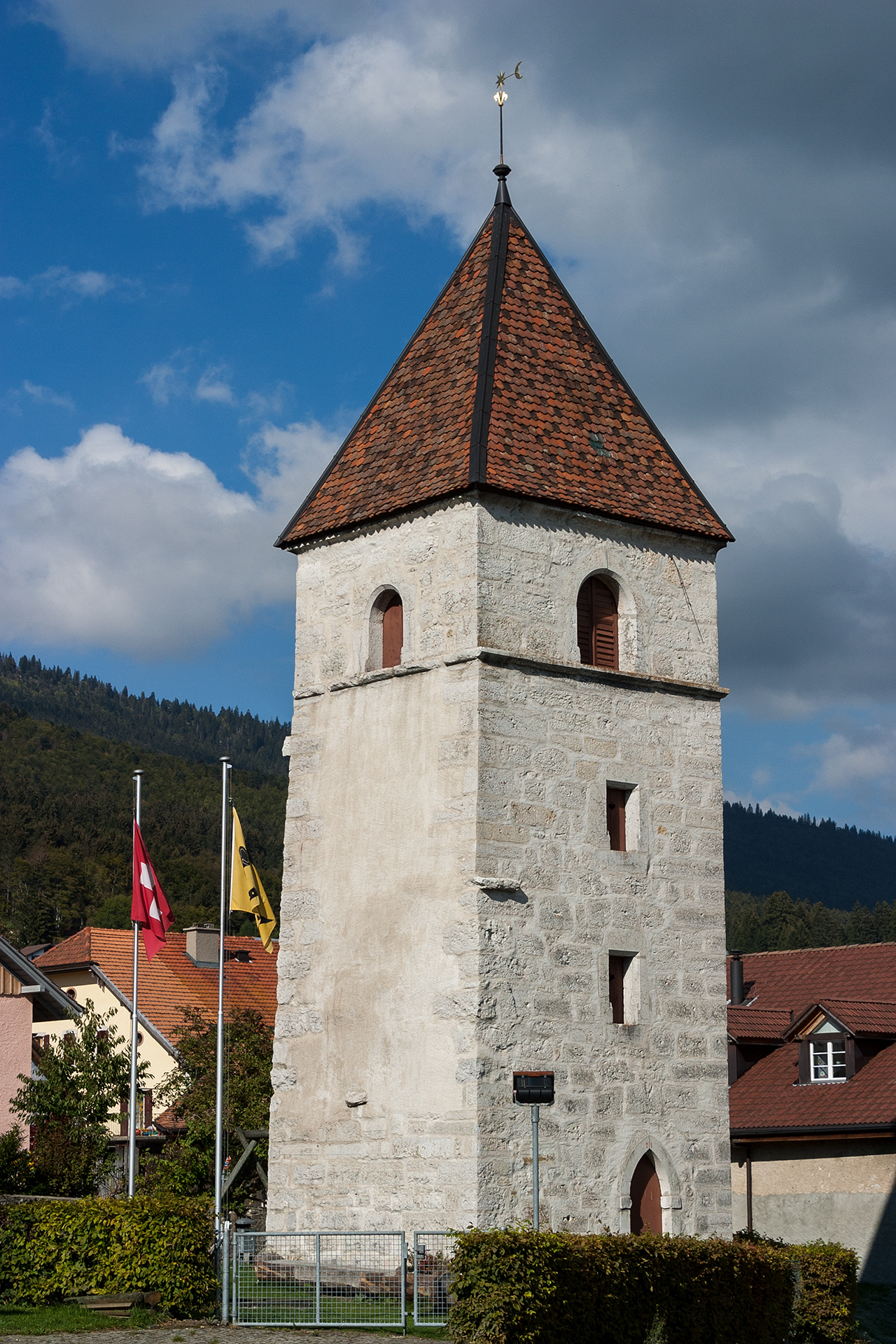
La torre comunale

- Chiesa riformata, eretta nel 1639 e ricostruita nel 1835[1];
- Torre comunale, eretta nel 1689[1].

## Società

### Evoluzione demografica
L'evoluzione demografica è riportata nella seguente tabella:
Abitanti censiti

## Amministrazione
Ogni famiglia originaria del luogo fa parte del cosiddetto comune patriziale e ha la responsabilità della manutenzione di ogni bene ricadente all'interno dei confini del comune.